# Diego F. Cisneros-Heredia
Diego F. Cisneros-Heredia (n. Quito, Ecuador) es un biólogo latinoamericano que trabaja en investigaciones sobre taxonomía e historia natural de diferentes grupos de animales y conservación de la biodiversidad.

## Reseña biográfica
Creció en Quito, Ecuador. Desde joven le interesó la historia natural, llegando a recolectar datos sobre la reproducción de algunas aves del Ecuador desde los 10 años, que publicaría más tarde en artículos científicos, y encontrando individuos de una nueva especie de rana cuando tenía 17 años.
En el 2002 fue parte del Research Training Program del Museo Nacional de Historia Natural de los Estados Unidos (Instituto Smithsoniano), donde trabajó bajo la tutoría del reconocido herpetólogo, Roy Wallace McDiarmid. Hizo sus estudios de pregrado en la Universidad San Francisco de Quito USFQ (Ecuador) donde obtuvo el grado de Licenciado en Ecología Aplicada en el 2006, luego de lo cual obtuvo una Maestría en Monitoreo y Manejo Ambiental en 2008. Hizo su Doctorado (PhD) en Geografía en King's College de Londres (Reino Unido) con una disertación titulada "Spatial patterns and impact of habitat change on the vertebrate diversity of north-western South America".
Es profesor titular de la Universidad San Francisco de Quito USFQ, donde es director del Museo de Zoología. Es investigador asociado del Instituto Nacional de Biodiversidad INABIO y miembro de varias comisiones de especialistas en diversos grupos de animales de la Unión Internacional para la Conservación de la Naturaleza IUCN.
Cisneros-Heredia ha investigado durante su carrera diversos temas de sistemática, historia natural, ecología y biogeografía de diferentes grupos de animales (aves, anfibios, reptiles e invertebrados) en el Neotrópico, siendo el primer ecuatoriano en describir un nuevo género de vertebrado (Nymphargus) y habiendo publicando más de 100 artículos científicos y capítulos de libros.

## Distinciones
- Premio Matilde Hidalgo como Investigador Becario con Mayor Contribución a la Ciencia (2017).[11][12]
- “Wings Across the Americas International Cooperation” award, U.S. Forest Service, (International Cooperation Award: Cerulean Warbler Nonbreeding Habitat Assessment) (2008)[13]

## Taxones descritos
Nuevos taxones de anfibios (Amphibia)
1. Nymphargus Cisneros-Heredia & McDiarmid, 2007
2. Pristimantis aureolineatus (Guayasamin, Ron, Cisneros-Heredia, Lamar, & McCracken, 2006)[14]
3. Boana nympha (Faivovich, Moravec, Cisneros-Heredia, & Köhler, 2006)[15]
4. Chimerella mariaelenae (Cisneros-Heredia & McDiarmid, 2006)[16]
5. Cochranella erminea Torres-Gastello, Suárez-Segovia, and Cisneros-Heredia, 2007
6. Espadarana durrellorum (Cisneros-Heredia, 2007)
7. Nymphargus buenaventura (Cisneros-Heredia and Yánez-Muñoz, 2007)
8. Nymphargus laurae Cisneros-Heredia and McDiarmid, 2007
9. Teratohyla amelie (Cisneros-Heredia and Meza-Ramos, 2007)
10. Rulyrana mcdiarmidi (Cisneros-Heredia, Venegas, Rada, and Schulte, 2008)
11. Centrolene condor Cisneros-Heredia and Morales-Mite, 2008
12. Teratohyla sornozai Cisneros-Heredia, Yánez-Muñoz, and Ortega-Andrade, 2009
13. Pristimantis loujosti Yánez-Muñoz, Cisneros-Heredia, and Reyes-Puig, 2010
14. Pristimantis romanorum Yánez-Muñoz, Meza-Ramos, Cisneros-Heredia, and Reyes-Puig, 2010
15. Pristimantis sirnigeli Yánez-Muñoz, Meza-Ramos, Cisneros-Heredia, and Reyes-Puig, 2010
16. Pristimantis tungurahua Reyes-Puig, Yánez-Muñoz, Cisneros-Heredia, and Rámírez-Jaramillo, 2010
17. Pristimantis yumbo Yánez-Muñoz, Meza-Ramos, Cisneros-Heredia, and Reyes-Puig, 2010
18. Osornophryne angel Yánez-Muñoz, Altamirano-Benavides, Cisneros-Heredia, and Gluesenkamp, 2010
19. Osornophryne occidentalis Cisneros-Heredia and Gluesenkamp, 2010
20. Epipedobates darwinwallacei Cisneros-Heredia & Yánez-Muñoz, 2010
21. Rhaebo ecuadorensis Mueses-Cisneros, Cisneros-Heredia, and McDiarmid, 2012
22. Hyalinobatrachium yaku Guayasamin, Cisneros-Heredia, Maynard, Lynch, Culebras, and Hamilton, 2017
23. Pristimantis erythros Sánchez-Nivicela, Celi-Piedra, Posse-Sarmiento, Urgilés, Yánez-Muñoz, & Cisneros-Heredia, 2018
24. Pristimantis andinogigas Yánez-Muñoz, Veintimilla-Yánez, Batallas-R., & Cisneros-Heredia, 2019
25. Pristimantis mallii Reyes-Puig, Reyes-Puig, Velarde-Garcéz, Dávalos, Mancero, Navarrete, Yánez-Muñoz, Cisneros-Heredia, and Ron, 2019
26. Nymphargus manduriacu Guayasamin, Cisneros-Heredia, Vieira, Kohn, Gavilanes, Lynch, Hamilton, and Maynard, 2019
27. Nymphargus humboldti Guayasamin, Cisneros-Heredia, McDiarmid, and Hutter in Guayasamin, Cisneros-Heredia, McDiarmid, Peña, and Hutter, 2020
28. Oedipina ecuatoriana Reyes-Puig, Wake, Kotharambath, Streicher, Koch, Cisneros-Heredia, Yánez-Muñoz, and Ron, 2020
29. Oedipina villamizariorum Reyes-Puig, Wake, Kotharambath, Streicher, Koch, Cisneros-Heredia, Yánez-Muñoz, and Ron, 2020
30. Hyloscirtus conscientia Yánez-Muñoz, Reyes-Puig, Batallas-Revelo, Broaddus, Urgilés-Merchán, Cisneros-Heredia, and Guayasamin, 2021 [17]
31. Phyllonastes mindo (Reyes-Puig, Guayasamin, Koch, Brito-Zapata, Hollanders, Costales & Cisneros-Heredia, 2021) [18]
32. Pristimantis daquilemai Brito-Zapata, Reyes-Puig, Cisneros-Heredia, Zumel & Ron, 2021 [19]
33. Hyloscirtus sethmacfarlanei Reyes-Puig, Recalde, Recalde, Koch, Guayasamin, Cisneros-Heredia, Jost, Yánez-Muñoz, 2022 [20]
34. Hyloscirtus tolkieni Sánchez-Nivicela, Falcón-Reibán & Cisneros-Heredia, 2023[21]
35. Centrolene camposi Cisneros-Heredia, Yánez-Muñoz, Sánchez-Nivicela & Ron, 2023[22]
36. Centrolene ericsmithi Cisneros-Heredia, Yánez-Muñoz, Sánchez-Nivicela & Ron, 2023[22]
37. Centrolene kutuku Ron, García, Brito-Zapata, Reyes-Puig, Figueroa-Coronel & Cisneros-Heredia, 2024 [23]
38. Phyllonastes arutam (Brito-Zapata, Chávez-Reyes, Pallo-Robles, Carrión-Olmedo, Cisneros-Heredia & Reyes-Puig, 2024) [24]
39. Phyllonastes cerrogolondrinas Ortega, Cisneros-Heredia, Camper, Romero-Carvajal, Negrete & Ron, 2025[25]
40. Phyllonastes ecuadorensis Ortega, Cisneros-Heredia, Camper, Romero-Carvajal, Negrete & Ron, 2025[25]
41. Phyllonastes dicaprioi Ortega, Cisneros-Heredia, Camper, Romero-Carvajal, Negrete & Ron, 2025[25]
42. Phyllonates macuma Ortega, Cisneros-Heredia, Camper, Romero-Carvajal, Negrete & Ron, 2025[25]
43. Phyllonastes plateadensis Ortega, Cisneros-Heredia, Camper, Romero-Carvajal, Negrete & Ron, 2025[25]
44. Phyllonastes sardinayacu Ortega, Cisneros-Heredia, Camper, Romero-Carvajal, Negrete & Ron, 2025[25]
45. Urkuphryne Ortega, Cisneros-Heredia, Camper, Romero-Carvajal, Negrete & Ron, 2025[25]
46. Urkuphryne merinoi Ortega, Cisneros-Heredia, Camper, Romero-Carvajal, Negrete & Ron, 2025[25]
47. Osornophryne backshalli Reyes-Puig, Urgiles-Merchán, Ortega-Andrade, Cisneros-Heredia, Carrión-Olmedo & Yáñez-Muñoz, 2025 [26]

Nuevos taxones de reptiles (Reptilia)
1. Atractus touzeti Schargel, Lamar, Passos, Valencia, Cisneros-Heredia, & Campbell, 2013
2. Atractus cerberus Arteaga, Mebert, Valencia, Cisneros-Heredia, Peñafiel, Reyes-Puig, Vieira-Fernandes, & Guayasamin, 2017[27]
3. Atractus esepe Arteaga, Mebert, Valencia, Cisneros-Heredia, Peñafiel, Reyes-Puig, Vieira-Fernandes, & Guayasamin, 2017[27]
4. Atractus pyroni Arteaga, Mebert, Valencia, Cisneros-Heredia, Peñafiel, Reyes-Puig, Vieira-Fernandes, & Guayasamin, 2017[27]
5. Dipsas bobridgelyi Arteaga, Salazar-Valenzuela, Mebert, Peñafiel, Aguiar, Sánchez-Nivicela, Pyron, Colston, Cisneros-Heredia, Yánez-Muñoz, Venegas, Guayasamin, & Torres-Carvajal, 2018
6. Dipsas georgejetti Arteaga, Salazar-Valenzuela, Mebert, Peñafiel, Aguiar, Sánchez-Nivicela, Pyron, Colston, Cisneros-Heredia, Yánez-Muñoz, Venegas, Guayasamin, & Torres-Carvajal, 2018
7. Dipsas klebbai Arteaga, Salazar-Valenzuela, Mebert, Peñafiel, Aguiar, Sánchez-Nivicela, Pyron, Colston, Cisneros-Heredia, Yánez-Muñoz, Venegas, Guayasamin, & Torres-Carvajal, 2018
8. Dipsas oswaldobaezi Arteaga, Salazar-Valenzuela, Mebert, Peñafiel, Aguiar, Sánchez-Nivicela, Pyron, Colston, Cisneros-Heredia, Yánez-Muñoz, Venegas, Guayasamin, & Torres-Carvajal, 2018
9. Sibon bevridgelyi Arteaga, Salazar-Valenzuela, Mebert, Peñafiel, Aguiar, Sánchez-Nivicela, Pyron, Colston, Cisneros-Heredia, Yánez-Muñoz, Venegas, Guayasamin, & Torres-Carvajal, 2018

Nuevos taxones de arañas (Araneae)
1. Taczanowskia onowoka Jordan, Domínguez-Trujillo, & Cisneros-Heredia, 2021[28]
2. Linothele cornigera Peñaherrera-R., Guerrero-Campoverde, León-E., Pinos-Sánchez, & Cisneros-Heredia, 2023[29]
3. Sadala rauli Peñaherrera-R. & Cisneros-Heredia, 2023[30]
4. Pamphobeteus amazonas Sherwood, Gabriel, Peñaherrera-R., Cisneros-Heredia, León-E., Brescovit & Lucas, 2023[31]
5. Pamphobeteus gangotenai Cisneros-Heredia, Peñaherrera-R., León-E., Sherwood, Gabriel, Brescovit & Lucas, 2023[31]
6. Pamphobeteus jamacoaque Peñaherrera-R., Cisneros-Heredia, León-E., Sherwood, Gabriel, Brescovit & Lucas, 2023[31]
7. Pamphobeteus lasjuntas Peñaherrera-R., Cisneros-Heredia, León-E., Sherwood, Gabriel, Brescovit & Lucas, 2023[31]
8. Pamphobeteus matildeae Sherwood, Gabriel, Peñaherrera-R., Cisneros-Heredia, León-E., Brescovit & Lucas, 2023[31]
9. Pamphobeteus skis León-E., Peñaherrera-R., Cisneros-Heredia, Sherwood, Gabriel, Brescovit & Lucas, 2023[31]
10. Abdomegaphobema Sherwood, Gabriel, Peñaherrera-R., Léon-E., Cisnero-Heredia, Brescovit & Lucas, 2023[31]
11. Eutichurus tendetza Peñaherrera-R., Guerrero-Campoverde, Guerrero-Molina & Cisneros-Heredia, 2024 [32]
12. Romopelma Peñaherrera-R., Pinos-Sánchez, Guerrero-Campoverde, León-E. & Cisneros-Heredia, 2024 [33]
13. Romopelma barrigae Peñaherrera-R., Pinos-Sánchez, Guerrero-Campoverde, León-E. & Cisneros-Heredia, 2024 [33]

Nuevos taxones de gusanos de terciopelo (Onychophora)
1. Oroperipatus tiputini Montalvo-Salazar, Bejarano, Valarezo & Cisneros-Heredia, 2024 [34]

Nuevos taxones de insectos (Insecta)
1. Totoia recki López-García, Domínguez-Trujillo & Cisneros-Heredia, 2024 [35]

## Taxones eponímicos
- Pristimantis cisnerosi Reyes-Puig, Yánez-Muñoz, Ortega, and Ron, 2020
- Neischnocolus cisnerosi Peñaherrera-R., Guerrero-Campoverde, León-E., Pinos-Sánchez & Falcón-Reibán, 2023

## Abreviatura (zoología)
La abreviatura Cisneros-Heredia  se emplea para indicar a Diego F. Cisneros-Heredia como autoridad en la descripción y taxonomía en zoología.